# Megaponera analis
Genre
Espèce
Synonymes
- Megaponera foetens (Fabricius, 1793)
- Formica analis Latreille, 1802
- Pachycondyla analis Brown, 1994

Megaponera analis est une espèce de fourmis de la sous-famille des Ponerinae, la seule espèce du genre Megaponera (monotypique).
Ces fourmis sont de strictes mangeuses de termites (termitophage) présentes à travers l'Afrique subsaharienne et communément connues pour les colonnes de raid qu'elles forment lorsqu'elles attaquent des termites. Leurs comportements de raid complexes leur ont valu le nom de fourmi Matabele d'après le peuple Ndébélés, de farouches guerriers ayant vaincu de nombreux autres peuples au XIXe siècle.  Atteignant 20 millimètres de long, M. analis est une des plus grosses fourmis du monde,.

## Taxonomie
Megaponera est un genre de fourmis ponerines défini par Gustav Mayr en 1862 pour l'espèce Formica analis Latreille, 1802, la seule espèce appartenant au genre actuellement. En 1994, William L. Brown, Jr. définit le genre comme synonyme de Pachycondyla malgré le manque de justification phylogénétique, changeant le nom de Megaponera foetens en Pachycondyla analis. En 2014, Schmidt et Shattuck réhabilitent Megaponera en tant que genre valide en s'appuyant sur des données morphologiques et moléculaires. Depuis foetens est juste un synonyme souvent utilisé à tort dans la littérature, le nom valide étant Megaponera analis.
Le nom d'espèce analis, en latin « de l'anus », choisi par Latreille remplace foetens « malodorant », choisi par Johan Christian Fabricius en 1793, car Guillaume-Antoine Olivier avait donné le même nom Formica foetens à une autre espèce en 1792,. Les deux noms s'expliquent par le fait que cette fourmi émet par sa glande mandibulaire du disulfure de diméthyle et  du trisulfure de diméthyle (en) à odeur d'excréments humains.

### Sous-espèces deMegaponera analis
La vaste répartition de l'espèce à travers l'Afrique rend probable la présence de nombreuses sous-espèces de M. analis non reconnues actuellement, certaines pouvant même peut-être représenter des espèces à part entière.
Les cinq sous-espèces de M. analis actuellement reconnues sont :
- M. analis subsp. amazon (Santschi, 1935) : Éthiopie
- M. analis subsp. crassicornis (Gerstäcker, 1859) : Mozambique
- M. analis subsp. rapax (Santschi, 1914b) : Tanzanie
- M. analis subsp. subpilosa (Santschi, 1937) : Angola
- M. analis subsp. termitivora (Santschi, 1930) : Congo (République démocratique)

## Morphologie
La taille des ouvrières varie entre 5 et 18 millimètres, les grands ouvrières constituant plus de 50% de la colonie. Bien qu'il ait souvent été suggéré que les plus grosses ouvrières occupent la fonction de gamergates, aucune ponte fertile n'a jamais été observée, cela reste le propre de la reine. Même si M. analis est souvent considérée comme dimorphique, avec une caste major et une caste minor, elle présente en réalité une allométrie polyphasique chez les ouvrières[précision nécessaire]. La variation parmi les fourmis est surtout en taille et en pilosité (les ouvrière minor étant moins pileuses), bien que des différences dans les mandibules aient aussi été rapportées, les ouvrières major ayant des mandibules plus rugueuses.

## Répartition et habitat

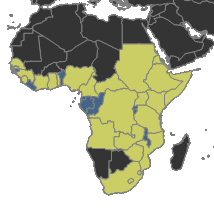
Répartition. Vert : présent, Bleu : probablement présent, Noir : asbsent.

Megaponera analis est présente à travers l'Afrique subsaharienne de 25° Sud à 12° Nord. Les nids sont généralement souterrains, allant jusqu'à 0,7 mètre de profondeur, et souvent proches d'arbres, de rochers, ou de termitières abandonnées. Le nid peut être doté de plusieurs entrées, mais n'est composé que d'une unique chambre dans laquelle les œufs, larves, cocons et la reine se trouvent.

## Comportement

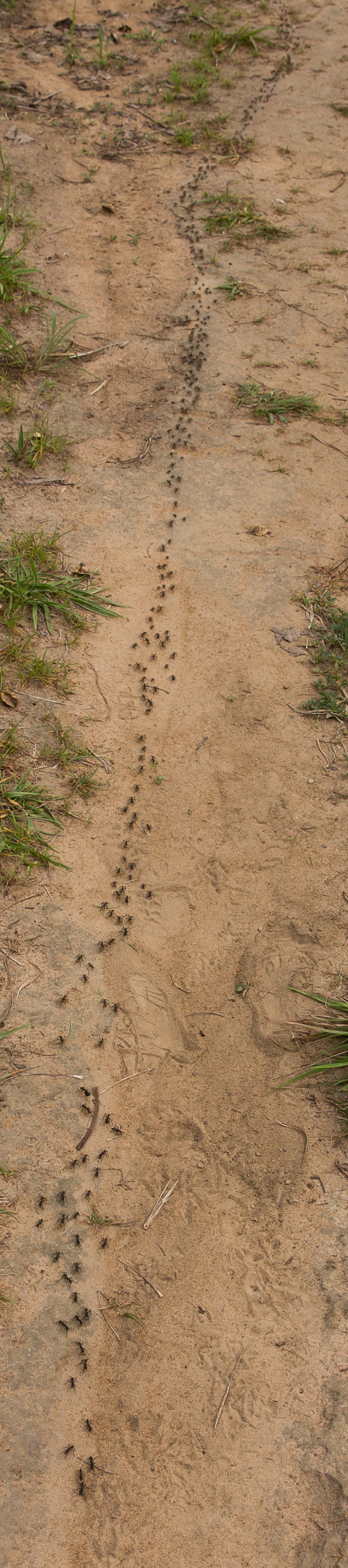
Une colonne de raid de M. analis

### Comportement de raid

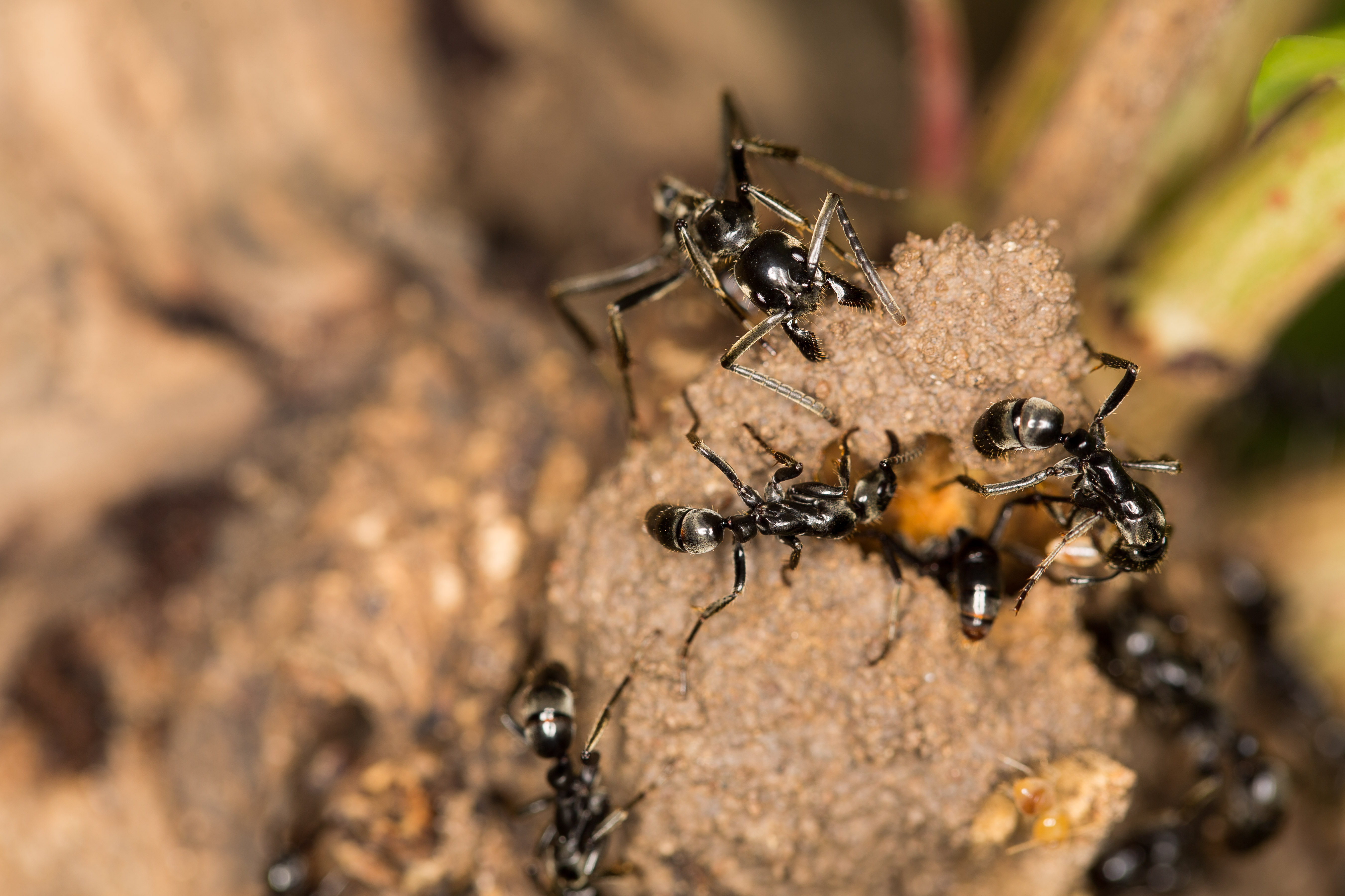
Ouvrières Megaponera analis ouvrant la pellicule protectrice du site d'affouragement des termites

Les raids de M. analis se déroulent principalement à l'aube et au crépuscule, de 6:00 à 10:00 et de 15:00 à 19:00,, une colonie envoyant de 3 à 5 raids par jour. Certaines observations suggèrent une troisième période de raid la nuit de 22:00 à 2:00, mais cela n'a été que très peu étudié. Les raids de M. analis sont menés uniquement sur des termites appartenant aux Macrotermitinae, et sont en général composés de 200 à 500 fourmis.
Le schéma de raid général commence par une fourmi éclaireuse explorant une zone d'environ 50 mètres autour du nid à la recherche d'un site d'affouragement de termites. Cette phase de recherche peut durer jusqu'à une heure, et si elle n'est pas fructueuse, l'éclaireuse retourne au nid, en suivant un chemin indirect. Si l'éclaireuse trouve un site potentiel, elle commence à l'examiner sans entrer en contact avec les termites ou entrer dans les galeries, avant de retourner au nid par le chemin le plus rapide, afin de recruter d'autres ouvrières pour le raid. Bien que le chemin le plus rapide soit souvent le plus court, cela peut ne pas être le cas. Les éclaireuses préfèrent parfois faire des détours en terrains ouverts sur lesquels elles courent jusqu'à deux fois plus vite, réduisant ainsi le temps de trajet vers le nid.
Bien que l'éclaireuse semble déposer des phéromones de trace pour marquer le chemin du site de raid vers le nid, les autres fourmis paraissent incapables de suivre cette piste sans l'aide de l'éclaireuse, qui devient donc la meneuse de la colonne de raid. Le temps de recrutement varie entre 60 secondes et 5 minutes, et toutes les deux castes peuvent participer aux raids. Pendant le trajet vers les termites, toutes les fourmis appliquent des phéromones de trace sur le sol, facilitant le chemin de retour.
Environ 20-50 cm avant la rencontre avec les termites, la colonne de raid s'arrête et les fourmis s'agglomèrent jusqu'à ce que toutes les fourmis de la colonne soient arrivées, formant un cercle autour de l'éclaireuse. Après cela les fourmis chargent vers les termites en formation ouverte et submergent leurs proies. Pendant l'attaque, on peut observer une division du travail : alors que les ouvrières major se concentrent sur la destruction des feuillets de terre protégeant les galeries des termites, les ouvrières minor plongent dans les galeries pour tuer les termites. Après que le site a été exploité, les fourmis s'agglomèrent à nouveau là où elles s'étaient arrêtées avant l'attaque, les ouvrières major portant les termites. Elles se dirigent ensuite vers le nid, reprenant la formation en colonne. Ces raids sont toujours des événements ponctuels, et les fourmis ne retournent pas indépendamment sur les sites exploités précédemment. Il n'est cependant pas impossible que les éclaireuses se souviennent des précédents sites, et les examinent à nouveau avant d'initier de nouveaux raids vers ceux-ci. Par ailleurs, les fourmis les plus atteintes par la riposte des termites adoptent un comportement sacrificiel pour permettre aux fourmis les plus valides de l'emporter.
Ces raids conduisent à un taux de blessés de 22% parmi les fourmis, en moyenne.

### Mécanisme de soin
Après leurs raids contre les termites, les individus de cette espèce de fourmis trient leurs congénères infectées, et sont capable de les soigner. Les fourmis identifient les blessées grâce aux hydrocarbures présentes sur la cuticule des individus. Cette couche de lipides permet de distinguer les membres de la colonie des étrangers, mais aussi de connaître leur statut, indiquant par exemple l'état du système immunitaire de l'individu. L'équipe germano-suisse à l'origine de cette découverte a également mis en évidence l'évacuation des fourmis les plus infectées, expulsées de la fourmilière. Les spécimens blessés à moyen niveau sont eux, « soignés », par leurs congénères à l'aide d'un onguent disposé par leurs soins, doté de 112 composés chimiques et 41 protéines. Un test effectué par cette équipe a observé un taux de guérison de 75 % à la suite de l'application de l'onguent antiseptique. L'efficacité de cette technique entraîne le début de recherche quant à de possibles applications humaines de celui-ci, avec la découverte d'une protéine jusqu'ici inconnue et qui en est le composant principal.